# Matthieu Sprick
Matthieu Sprick (Sarreguemines, Lorena, 29 de setembre de 1981) és un ciclista francès professional des del 2004 fins al 2014. Del seu palmarès destaquen les dues victòries al Tour de Savoia.

## Palmarès
- 2002
  - 1r al Tour de Savoia
- 2003
  - 1r al Tour de Savoia
  - 1r a la Ronde mayennaise
  - Vencedor d'una etapa a la Ronda de l'Isard d'Arieja
- 2004
  - 1r al Tour del Doubs
- 2008
  - Vencedor d'una etapa al Tour de Langkawi

### Resultats al Tour de França
- 2005. 120è de la classificació general
- 2006. 51è de la classificació general
- 2007. Abandona (16a etapa)
- 2008. 142è de la classificació general
- 2010. 100è de la classificació general
- 2012. 113è de la classificació general

### Resultats al Giro d'Itàlia
- 2009. 75è de la classificació general

### Resultats a la Volta a Espanya
- 2009. 57è de la classificació general
- 2010. 54è de la classificació general